# Fissura orbitalis inferior
Die Fissura orbitalis inferior ist ein etwa 30 mm langer und bis zu 5 mm breiter knöcherner Spalt zwischen dem großen Keilbeinflügel und dem Augenhöhlenboden im menschlichen Schädel. Sie öffnet die Augenhöhle hin zur Flügelgaumengrube (Fossa pterygopalatina) und zur Schläfengrube. Durch die Fissura orbitalis inferior ziehen folgende Strukturen:
- Nervus infraorbitalis (Ast des N. maxillaris)[1]
- Nervus zygomaticus (Ast des N. maxillaris)
- Arteria infraorbitalis (Ast der Arteria maxillaris)
- parasympathische Fasern aus dem Ganglion pterygopalatinum
- Vena ophthalmica inferior

Die Fissura orbitalis inferior wird netzartig durch die glatte Muskulatur des Musculus orbitalis bedeckt. Diese kann bei Kontraktion den Orbitainhalt komprimieren oder nachgeben, wenn er bei Kontraktion der Lid- und Augenmuskeln nach hinten geschoben wird und der intraorbitale Druck steigt.